# Ayça Ayşin Turan
Ayça Ayşin Turan (Sinope, 25 ottobre 1992) è un'attrice turca.

## Biografia
Nata nel 1992 a Sinope (Turchia) da padre originario di Kastamonu e da madre originaria di Sinope, Ayça Ayşin Turan ha iniziato ad interessarsi alla recitazione fin dall'infanzia. Dopo aver completato l'istruzione primaria e secondaria, ha deciso di iscriversi presso il dipartimento di radio, televisione e cinema dell'Università di Istanbul, dove al termine degli studi ha conseguito la laurea.
Nel 2007 ha fatto la sua prima apparizione come attrice nella serie in onda su ATV Affedilmeyen. Nello stesso anno ha recitato nella serie in onda su ATV Hayal ve Gerçek. Nel 2011 e nel 2012 ha interpretato il ruolo di Gülfem nella serie in onda su Fox Dinle Sevgili. Nel 2013 ha recitato nella serie in onda su Samanyolu TV Șefkat Tepe.
Dal 2013 al 2016 è stata scelta per interpretare il ruolo di Ada Şamverdi nella serie in onda su Fox Karagül. Nel 2014 ha recitato nella serie in onda su Samanyolu TV Sungurlar. Nel 2016 ha ricoperto il ruolo di Burcu Kapan nella serie in onda su Kanal D Altınsoylar. Nello stesso anno ha fatto il suo esordio al cinema interpretando il ruolo della protagonista Zeliş nel film Sevimli Tehlikeli diretto da Özcan Deniz e Reyhan Pekar, in cui ha recitato accanto all'attore Şükrü Özyıldız. Nel 2017 ha partecipato alla cerimonia di premiazione Altın Kelebek Ödülleri, la quale è stata trasmessa anche su Kanal D.
Nel 2017 e nel 2018 ha ricoperto il ruolo di Meryem Akça nella serie in onda su Kanal D Meryem, accanto agli attori Furkan Andıç e Cemal Toktaş. Dal 2018 al 2020 ha interpretato il ruolo di Leyla Sancak nella serie di Netflix The Protector (Hakan: Muhafiz). Nel 2020 ha ricoperto il ruolo di Firuze Pınar nella serie in onda su Show TV Zemheri. Nel 2020 e nel 2021 è entrata a far parte del cast della serie in onda su Show TV Ariza, nel ruolo di Halide Gürkan.
Nel 2021 ha recitato nella serie in onda su Star TV Menajerimi Ara. Nello stesso anno è stata scelta per interpretare il ruolo della protagonista Haziran Sedefli nella serie in onda su Star TV Ada Masalı. Nel 2022 ha partecipato al programma televisivo in onda su TV8 O Ses Türkiye Yılbaşı Özel. L'anno successivo, nel 2023, ha ricoperto il ruolo di Sahra nel film di Netflix Voglio crederci (Sen İnandır) diretto da Evren Karabiyik Günaydin e Murat Saraçoglu. Nello stesso anno è stata scelta per interpretare il ruolo di Sevda Güneş nella serie in onda su Fox Kader Bağları, accanto all'attore Serkan Çayoğlu. Nel 2024 ha vestito i panni di İdil nel film Sevmek Yüzünden diretto da Ahmet Kapucu e quelli di Kumru Tanyas nel film di Prime Video Amore a 39 gradi (Gölgede 39 Derece) diretto da Tunç Şahin. Nel 2025 ha ricoperto il ruolo di Vicdan nella serie di beIN CONNECT Vicdansız, quello di Nimet nella serie di tabii Rüzgarlı Pazar e quello di Nazlı nel film Al Beni Baba diretto da Ahmet Topuz.

## Filmografia

### Cinema
- Sevimli Tehlikeli, regia di Özcan Deniz e Reyhan Pekar (2016)
- Voglio crederci (Sen İnandır), regia di Evren Karabiyik Günaydin e Murat Saraçoglu (2023)
- Sevmek Yüzünden, regia di Ahmet Kapucu (2024)
- Amore a 39 gradi (Gölgede 39 Derece), regia di Tunç Şahin (2024)
- Al Beni Baba, regia di Ahmet Topuz (2025)

### Televisione
- Affedilmeyen – serie TV, 3 episodi (ATV, 2007)
- Hayal ve Gerçek – serie TV, 6 episodi (ATV, 2007)
- Dinle Sevgili – serie TV, 246 episodi (Fox, 2011-2012)
- Șefkat Tepe – serie TV (Samanyolu TV, 2013)
- Karagül – serie TV, 125 episodi (Fox, 2013-2016)
- Sungurlar – serie TV (Samanyolu TV, 2014)
- Altınsoylar – serie TV, 4 episodi (Kanal D, 2016)
- Meryem – serie TV, 30 episodi (Kanal D, 2017-2018)
- The Protector (Hakan: Muhafiz) – serie TV, 18 episodi (Netflix, 2018-2020)
- Zemheri – serie TV, 10 episodi (Show TV, 2020)
- Ariza – serie TV, 30 episodi (Show TV, 2020-2021)
- Menajerimi Ara – serie TV (Star TV, 2021)
- Ada Masalı – serie TV, 25 episodi (Star TV, 2021)
- Kader Bağları – serie TV, 5 episodi (Fox, 2023)
- Vicdansiz – serie TV (beIN CONNECT, 2025)
- Rüzgarlı Pazar – serie TV (tabii, 2025)

## Programmi televisivi
- Altın Kelebek Ödülleri (Kanal D, 2017) - guest star
- O Ses Türkiye Yılbaşı Özel (TV8, 2022) - guest star

## Doppiatrici italiane
Nelle versioni in italiano dei suoi film e delle sue serie TV, Ayça Ayşin Turan è stata doppiata da:
- Lavinia Cipriani[43] in The Protector[44]
- Domitilla D'Amico[45] in Voglio crederci[46]
- Emanuela Ionica[47] in Amore a 39 gradi[48]

## Riconoscimenti
- Ayakli Gazete TV Stars Awards
  - 2020: Vincitrice come Miglior attrice in una serie televisiva digitale per The Protector (Hakan: Muhafiz)
  - 2021: Candidata come Miglior attrice in una serie televisiva di commedia romantica per Ada Masalı
  - 2021: Candidata come Miglior coppia in una serie televisiva con Alp Navruz per la serie Ada Masalı

- Golden Palm Awards
  - 2023: Vincitrice come Miglior attrice cinematografica per il film Voglio crederci (Sen İnandır)

- International Izmir Film Festival
  - 2020: Candidata come Miglior attrice in una serie televisiva digitale per The Protector (Hakan: Muhafiz)
  - 2020: Candidata come Miglior attrice in una serie televisiva per Zemheri

- Pantene Golden Butterfly Awards
  - 2017: Candidata come Miglior attrice per la serie Meryem
  - 2017: Candidata come Miglior coppia televisiva con Furkan Andic per la serie Meryem
  - 2018: Candidata come Miglior interpretazione di un'attrice per la serie Meryem
  - 2018: Candidata come Miglior coppia televisiva con Furkan Andıç per la serie Meryem
  - 2021: Candidata come Miglior coppia televisiva con Alp Navruz per la serie Ada Masalı
  - 2021: Candidata come Miglior attrice per la serie Ariza
  - 2021: Vincitrice come Miglior attrice in una serie televisiva di commedia romantica per Ada Masalı

- Turkey Youth Awards
  - 2018: Candidata come Miglior attrice televisiva per la serie Meryem